# Synagoge (Třebívlice)
Koordinaten: 50° 27′ 23,2″ N, 13° 54′ 7,6″ O

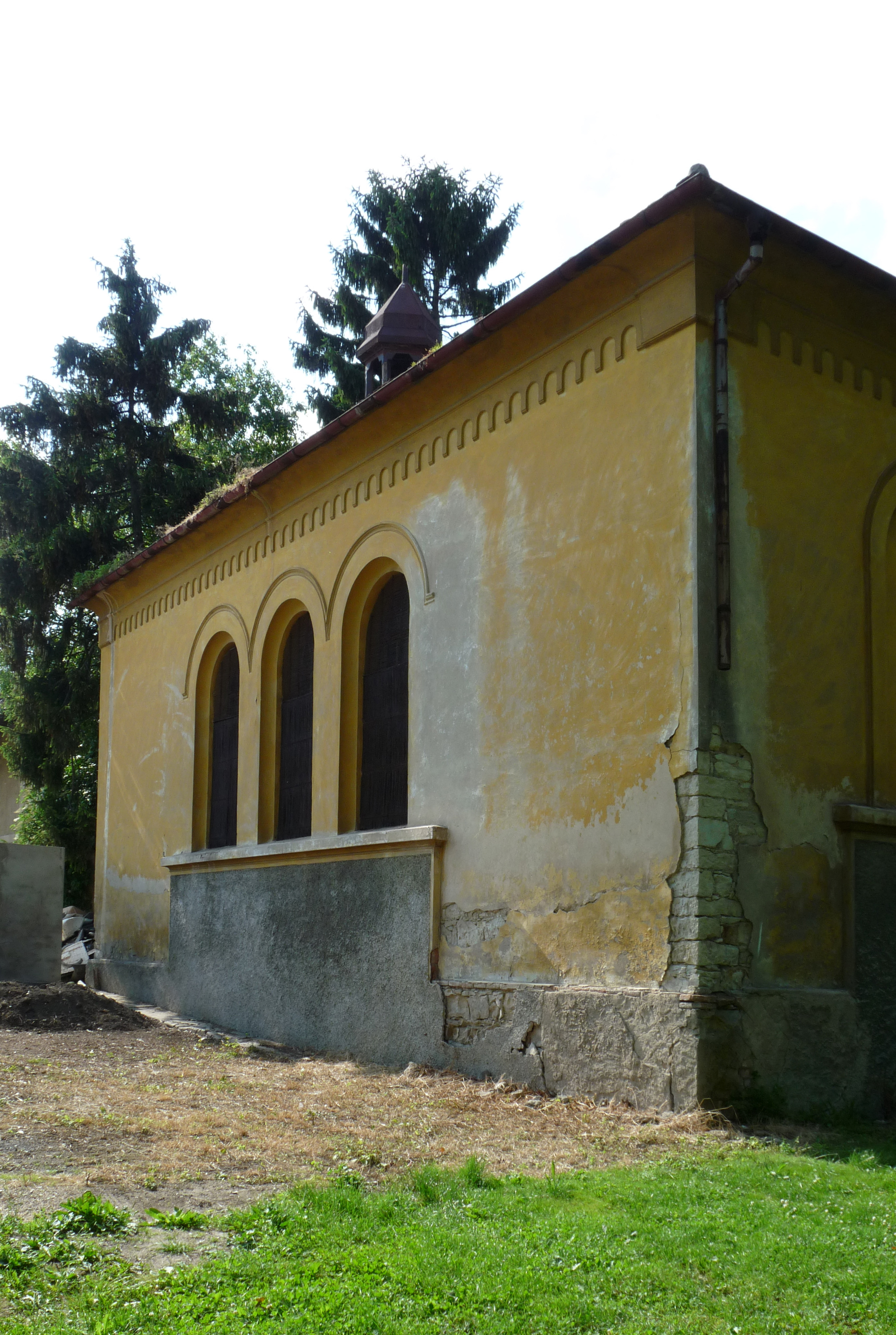
Synagoge in Třebívlice

Die Synagoge in Třebívlice (deutsch Trieblitz, Trziblitz, auch Triblitz), einer Gemeinde im Okres Litoměřice in Tschechien, wurde um 1860 erbaut. Die heute profanierte Synagoge wurde von der Hussitischen Kirche als Gotteshaus genutzt.